# Аджемян Вартан Мкртичевич
Вартан Мкртичевич Аджемян (28 вересня 1905, Ван — 24 січня 1977, Єреван) — вірменський і радянський театральний режисер, Герой Соціалістичної Праці (1975), народний артист СРСР (1965), один із засновників Ленінаканського театру.

## Біографія
Закінчив Вірменську драматичну студію, режисерські курси при Пролєткульті у Москві. Один з засновників Ленінаканського театру (зараз ім. Мравяна), де до 1938 року, а також у 1943—1947 роках був художнім керівником. З 1939 року режисер, а з 1953 року головний режисер театру ім. Сундукяна у Єревані. Вів також педагогічну роботу у Єреванському художньо-театральному інституті. Дружина — народна артистка СРСР Арусь Асрян.

## Постановки вистав
- 1932 — «На дні» М. Горького
- «Через честь» (1939)
- «Країна рідна» (1940)
- «Дванадцята ніч» (1944)
- «Скеля» (1944)
- «Весілля Кречинського» (1946)
- «Ара прекрасний» (1946)
- «Молода гвардія» (1947)
- «Дядько Багдасар» (1954)
- «Хаос» по Ширванзаде (1959)
- «Мое сердце в горах» (1961)
- «Ромео і Джульєтта» (1964)
- «Діло» (1966)

## Нагороди
- 24 листопада 1945 — орден «Знак Пошани»
- 1951 — Сталінська премія третього ступеня
- 27 липня 196 — орден Леніна
- 1970 — Державна премія Вірменської РСР
- 8 грудня 1975 — Герой Соціалістичної Праці з врученням ордену Леніна та медалі «Серп і молот»